# بخش اسفرورین

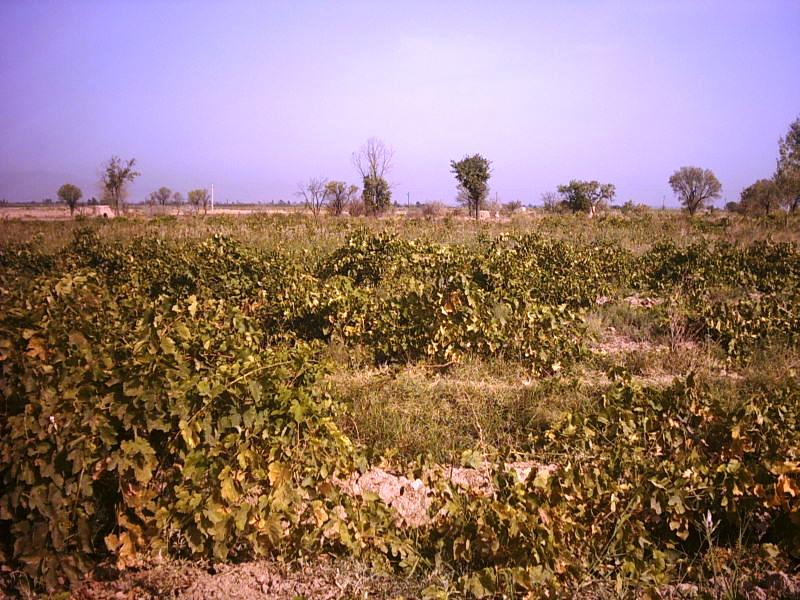
زمین‌های کشاورزی موسوم به کدخدازمین در نزدیکی اسفرورین

بخش اسفرورین بخشی در استان قزوین در شهرستان تاکستان ایران است. مرکز این بخش، شهر اسفرورین است.

## تقسیمات کشوری
- بخش اسفرورین
  - دهستان اک
  - دهستان خرم‌آباد (اسفرورین)

شهرها: اسفرورین
روستاها: اک، محمودآباد، شارین، ولازجرد، خروزان، لوشکان، دیال آباد، قرقسین، کهک و …

## جمعیت
بنابر سرشماری مرکز آمار ایران، جمعیت بخش اسفرورین شهرستان تاکستان در سال ۱۳۹۵ برابر با ۲۹۳۰۰ نفر بوده است.

## کدخدازمین
کدخدازمین به زمین‌های کشاورزی در بخش اسفرورین گفته می‌شود. در نزدیکی کدخدازمین روستای لوشکان نیز قرار دارد. آب این منطقه از طریق چاه‌های آب تأمین می‌شود. بیشتر کدخدازمین، باغات انگور است و رودخانهٔ خررود - که معمولاً خشک است و فقط در زمان بارندگی شدید در آن آب جریان دارد - نیز از کدخدازمین می‌گذرد. آرامستان بهشت زهرای جدید اسفرورین نیز در این منطقه قرار دارد.

## نگارخانه

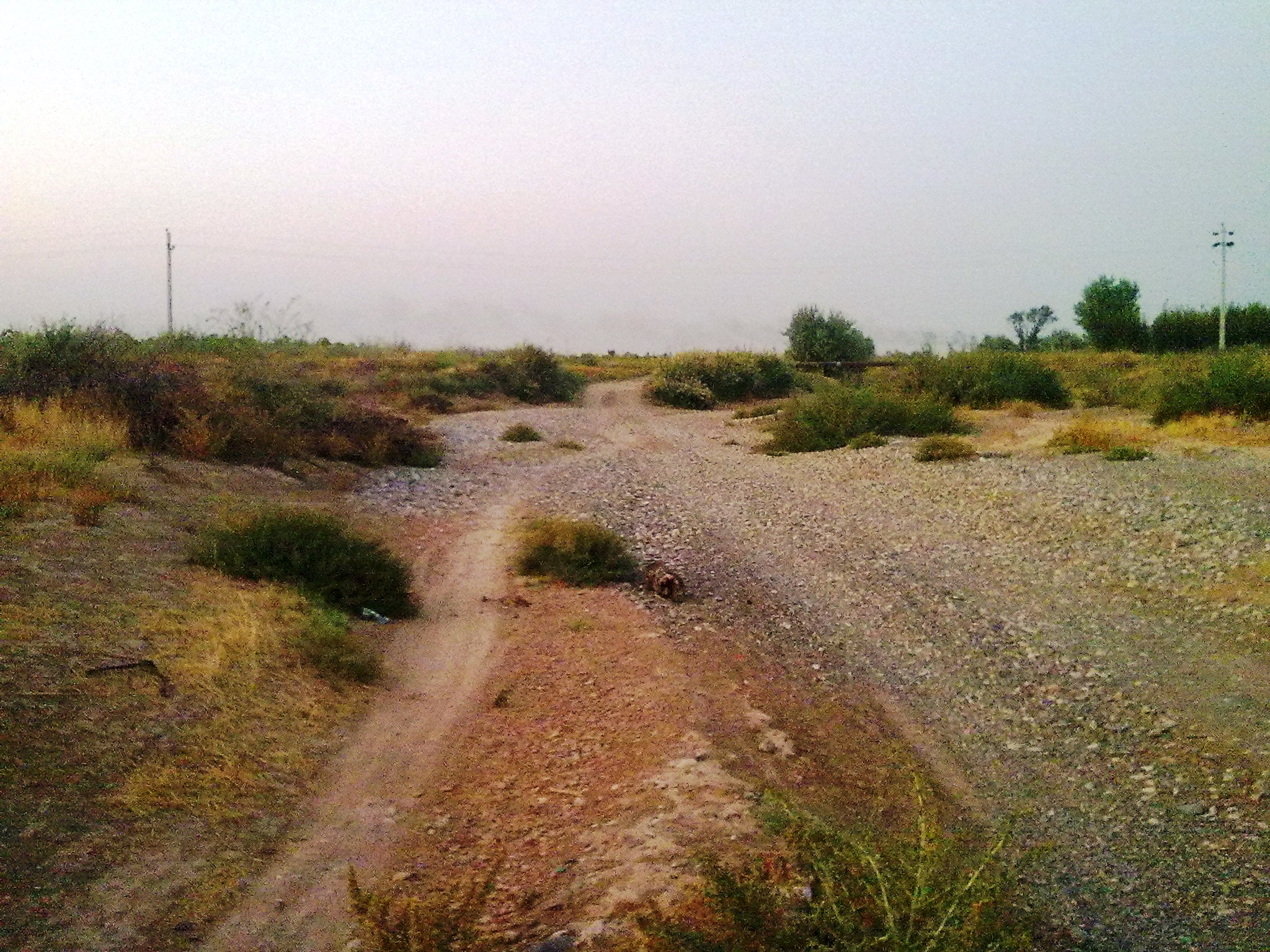
خررود، رود فصلی در بخش اسفرورین
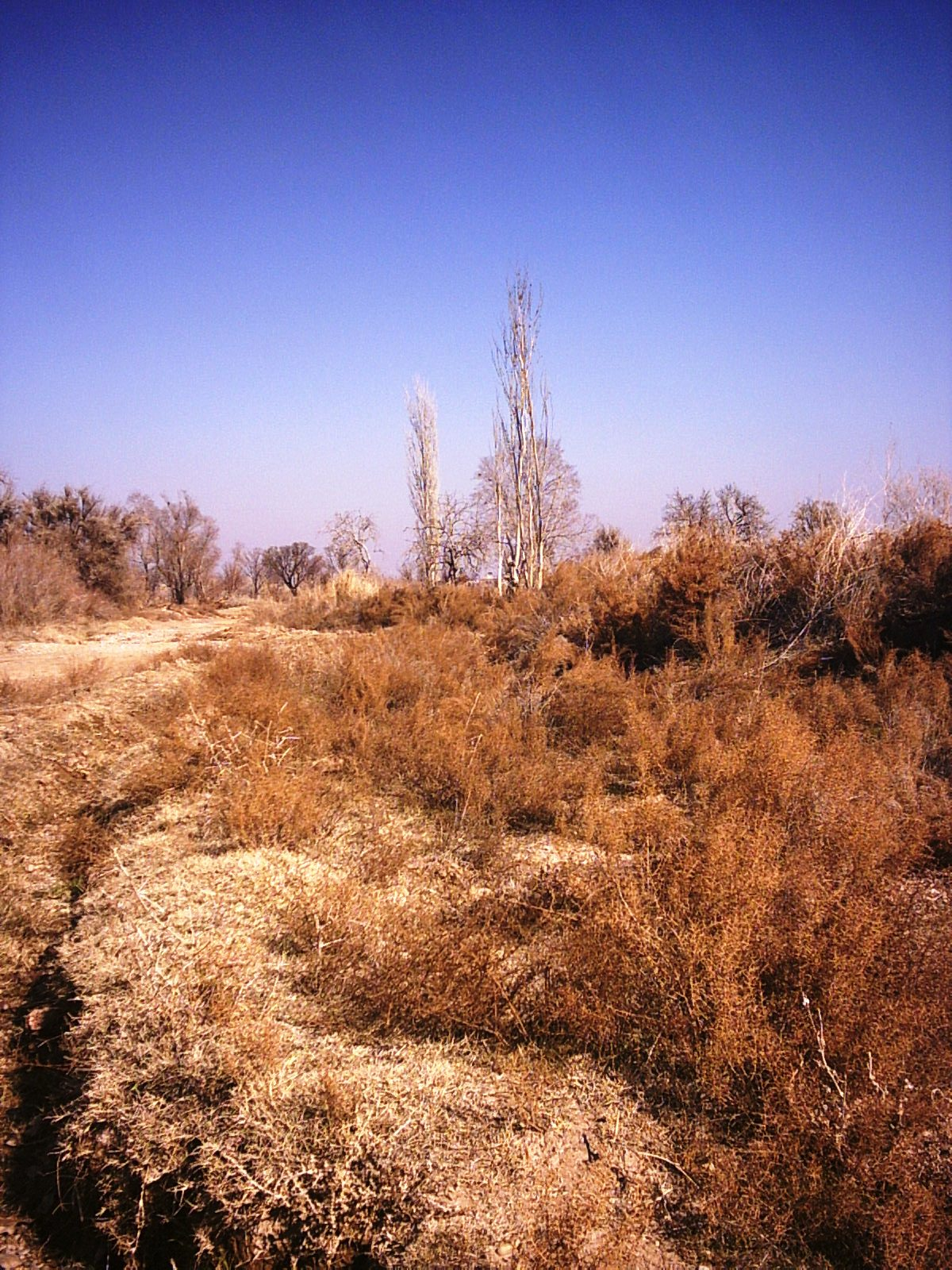
راه کشاورزی اسفرورین
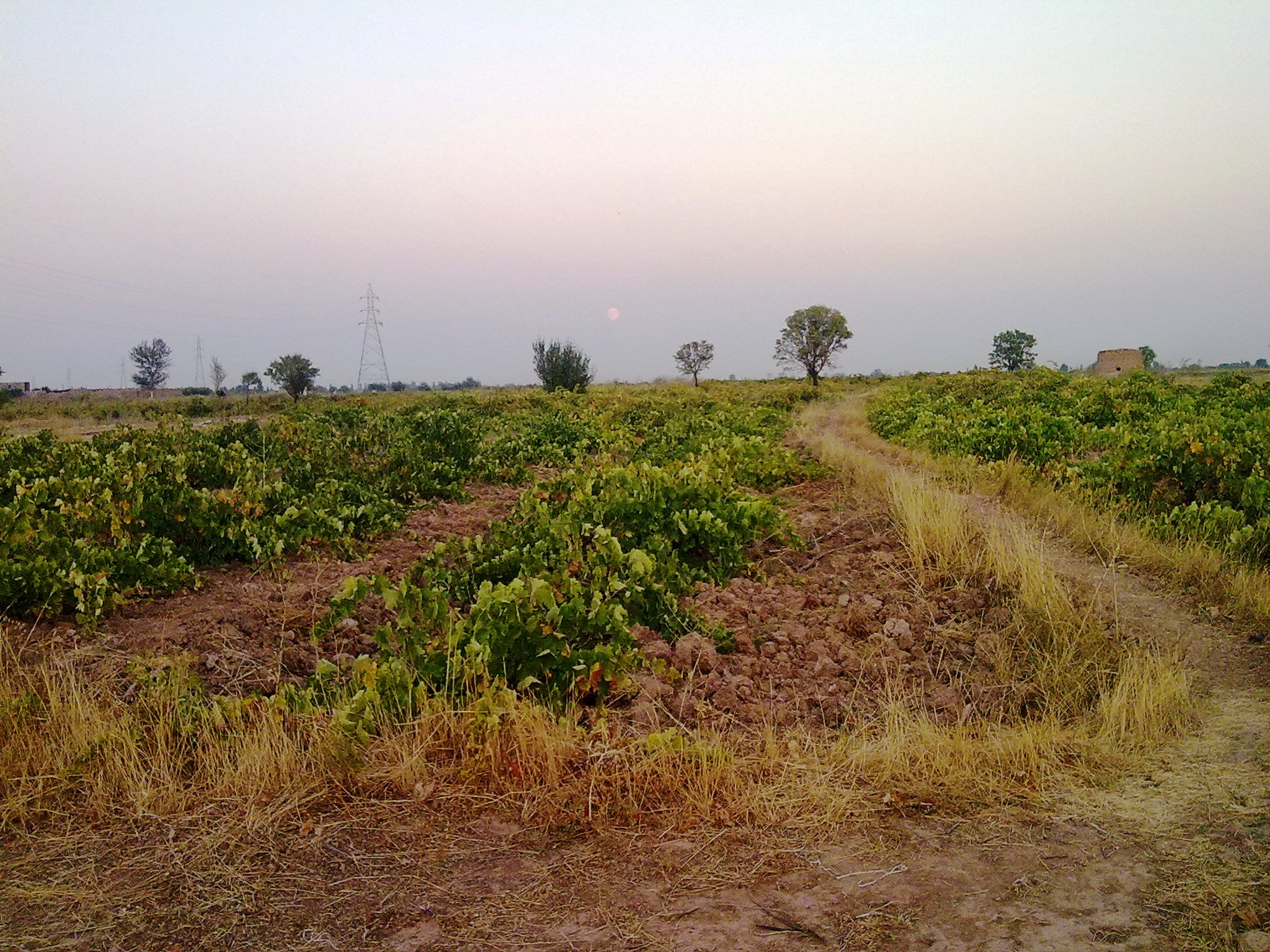
باغ انگور در کدخدازمین
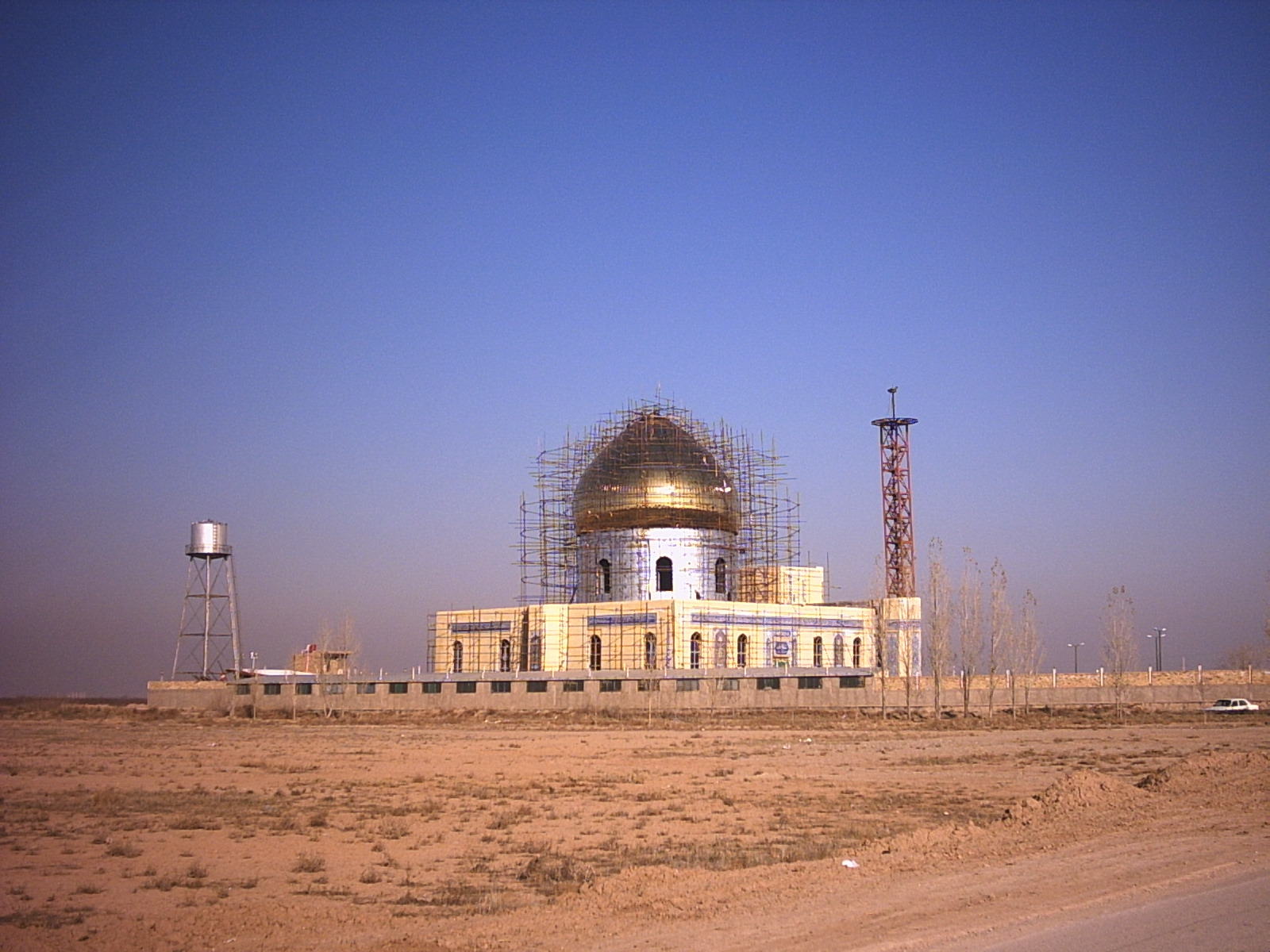
مرقد آقا سیدعلی